# Karang Sari (Neglasari)
Karang Sari is een bestuurslaag in het regentschap Tangerang van de provincie Banten, Indonesië. Karang Sari telt 23.764 inwoners (volkstelling 2010).